# بلورة

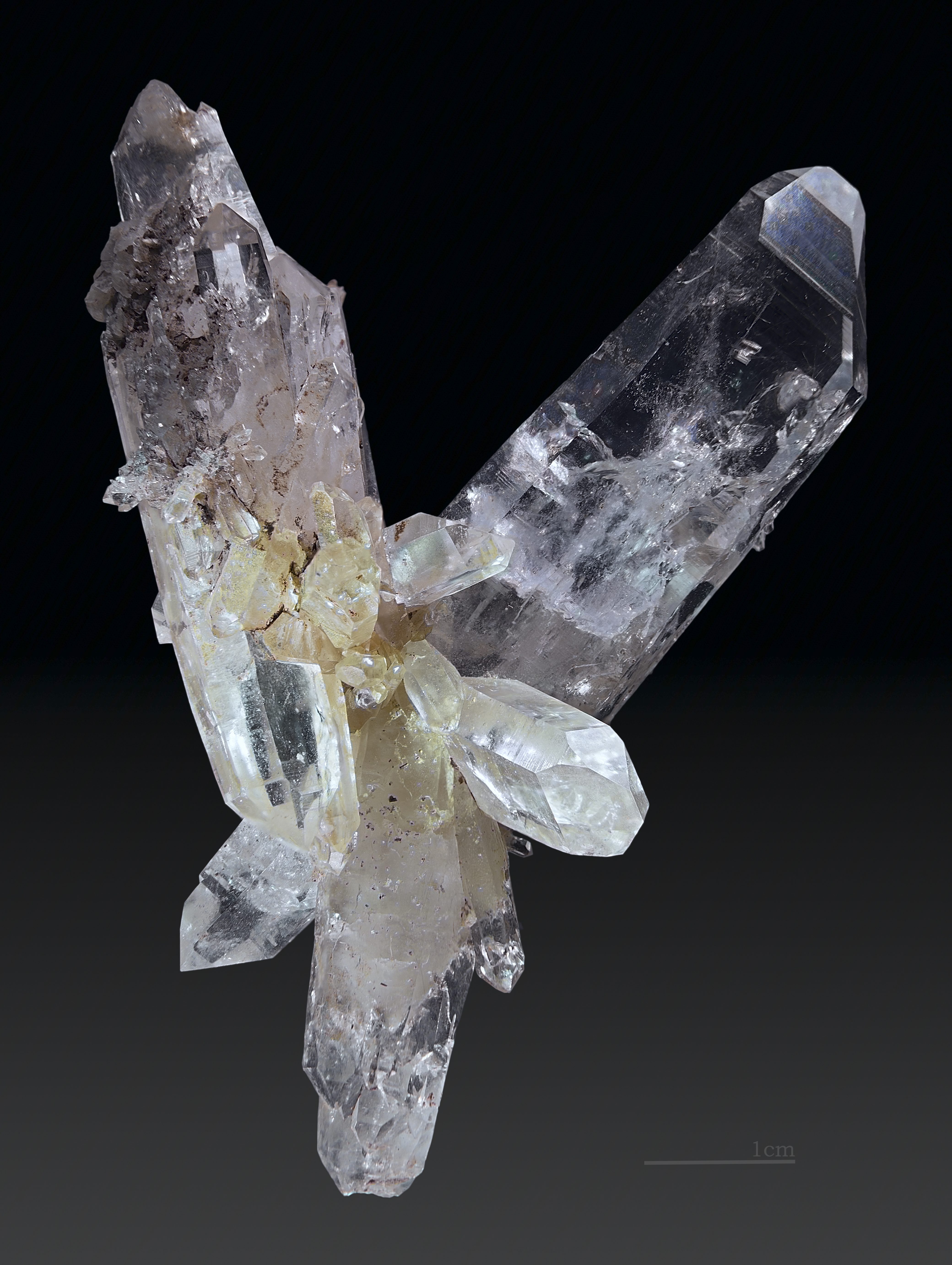
بلورة من الكوارتز

البِلَّوْرُ  (والواحدة بِلَّوْرَة) أو الكريستال في الكيمياء وعلم المعادن وعلم المواد هو عبارة عن جسم صلب تكون فيه الجسيمات المكونة من الذرات أو الجزيئات أو الشوارد (الأيونات) مصطفة بترتيب منتظم وبنموذج متكرر يمتد في الفضاء ثلاثي الأبعاد. فيمكن تصور البلورة الكبيرة مكونة من خلايا بلورية صغيرة متماثلة ومتراصة بجانب بعضها البعض. تدعى العملية التي يتم فيها تشكيل البلورات بالتبلور، كما يدعى العلم الذي يعنى بدراسة خصائص وأشكال البلورات بعلم البلورات. فالبلورة هي جسم صلب متجانس له سلسلة ذرية متكررة ثلاثية الأبعاد، وبنية داخلية منظمة، تحدها أسطح مستوية تكونت بفعل العوامل الطبيعية تحت ظروف مناسبة ويسمى كل سطح وجه بلوري.
من المواد المعتادة المتبلورة نجد ملح الطعام والسكر والمعادن وحبيبات الثليج، وفلزات مثل الحديد والنحاس والفضة وغيرها. ومن البلورات ما هو مكعب الشكل (وينتمي إلى نظام بلوري مكعب) وما هو مستطيل الشكل (وينتمي إلى نظام بلوري رباعي) وغيرها. يسمى العلم الذي يدرس خواص البلورات وأشكالها بعلم البلورات.

## عملية التبلور

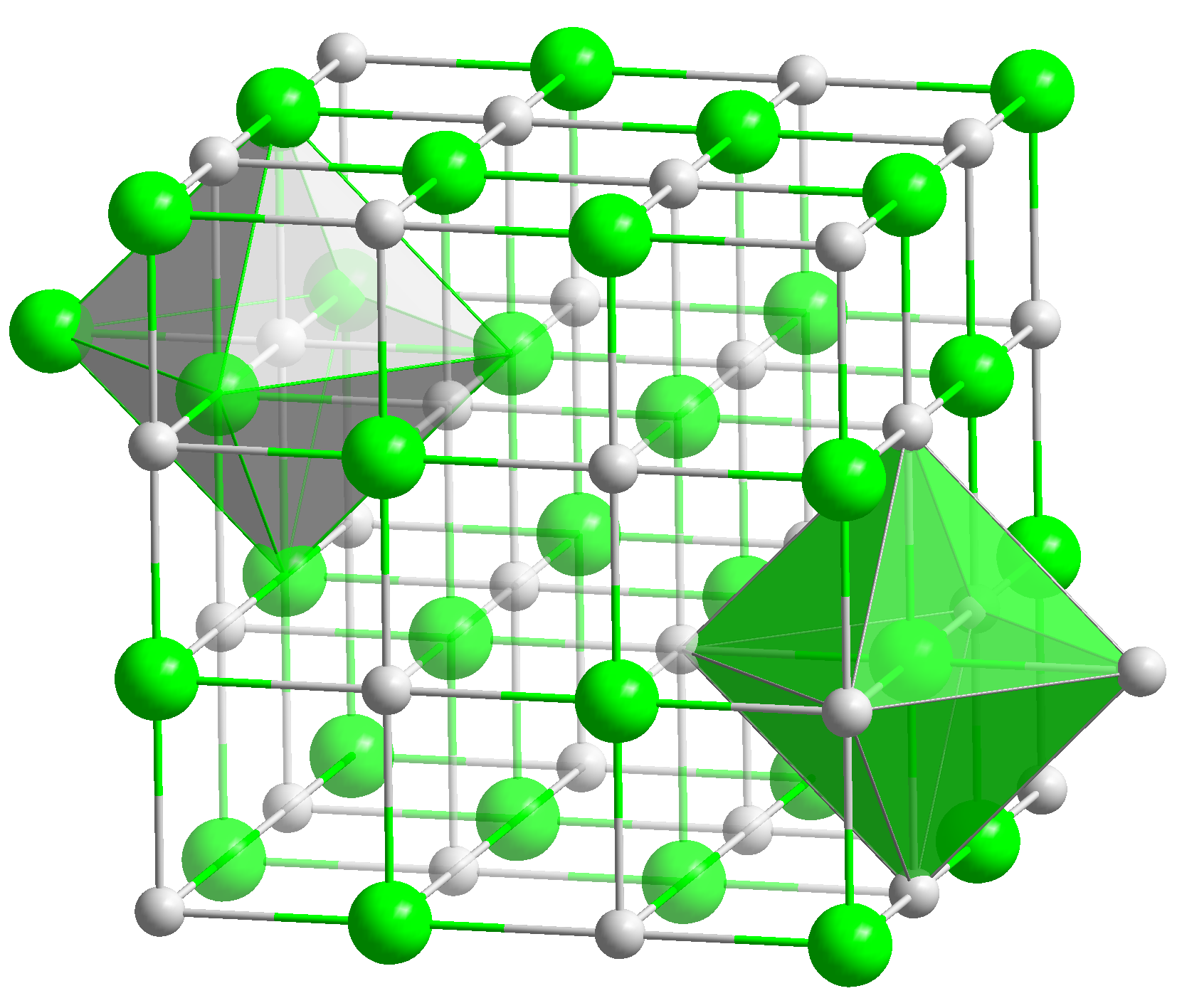
ملح الطعام : ويتكون من ذرات الصوديوم (رمادي) وذرات الكلور (أخضر). المسافات بين الذرات متساوية وكل ذرة حولها ستة ذرات من النوع الآخر. في نفس الوقت المسافات بين ذرات من نفس النوع متساوية وتبلغ 56و0 نانومتر وهذا ما يوضحه شكل ثماني سطوح.

تتكون البلورات عند درجة حرارة مناسبة من مصهور المعدن تحت نقطة الانصهار وبمعدل بطيء. تنخفض حركة الذرات وتتلاقي بحيث لا تعمل حركتها على انفصالها وتترابط مع بعضها البعض. وتتراص في هيئة شبكة بلورية ثلاثية الأبعاد، فنجد ان النظام الصغير مشابه تماما للنظام الكبير، إذ أن النظام الكبير مكون من أنظمة صغيرة متماثلة ومتراصة بنظام.
أي إذا نظرنا إلى المحور السيني للبلورة فنجد المسافات بين الذرات (أو الأيونات) متساوية ومتكررة. وإذا نطرنا إلى المحور الصادي للبلورة فنجد أيضا مسافات متساوية بين الذرات ومتكررة، وهكذا بالنسبة للمحور ع العمودي عليهما، فنجد مسافات متساوية بين الذرات عل هذا المحور.
- وقد تتساوى المسافتان على المحورين السيني والصادي ولا تكونا مسويتان للمسافة على المحور العيني العمودي، فيكون نظام البلورة نظام بلوري رباعي.

يعتمد النظام البلوري على نوع الفلز أو نوع المركب الكيميائي. فنجد ملح الطعام مكعب الشكل وهو يتكون من أيونات الصوديوم وأيونات الكلور وهي متتابعة طبقا للنظام البلوري المكعب. هذا يعتمد على التوزيع الإلكتروني للذرات المكونة للبلورة.
تبدأ عملية التبلور من بزرة متبلورة صغيرة، تكبر من المصهور مع انخفاض درجة الحرارة قليلا تحت نقطة الانصهار. بذلك تنشأ بعد وقت طويل بلورة كبيرة عينية وتسمى في تلك الحالة بلورة مفردة.
أما إذا نشأت عدة بزرات متبلورة في نفس الوقت وتلاحمت - وهذا يعتمد على سرعة انخفاض درجة الحرارة - تكونت ما يسمى عديدة البلورات.

توزيع الذرات في بلورة مفردة المسفات بين الذرات متساوية ومنتظمة، وتتكون عديدة البلورات من عدة بلورات منفردة متراكمة عشوائيا، وشكل مادة لابلورية توزيع الذرات عشوائي والمسافات بين الذرات مختلفة.

- إذا كانت المسافات متساوية على الثلاثة اتجاهات فيكون نطام البلورة نظام بلوري مكعب.

أما إذا انخفضت درجة الحرارة بسرعة شديدة جدا جدا فلا تستطيع الذرات ترتيب نفسها طبقا للنظام البلوري وتتراكم على بعضها البعض، في تلك الحالة ينشأ ما يسمى مادة لابلورية مثل الزجاج.
معظم البلورات تغير نظام تبلورها تبعا لدرجة الحرارة والضغط فمثلا الكربون متبلور في نظام بلوري سداسي في العادة ويكون في هيئة الجرافيت بينما يتحول إلى ألماس تحت درجة حرارة عالية وضغط عالي جدا وينتج شكل نظام بلوري مكعب.

## تبلور في محلول

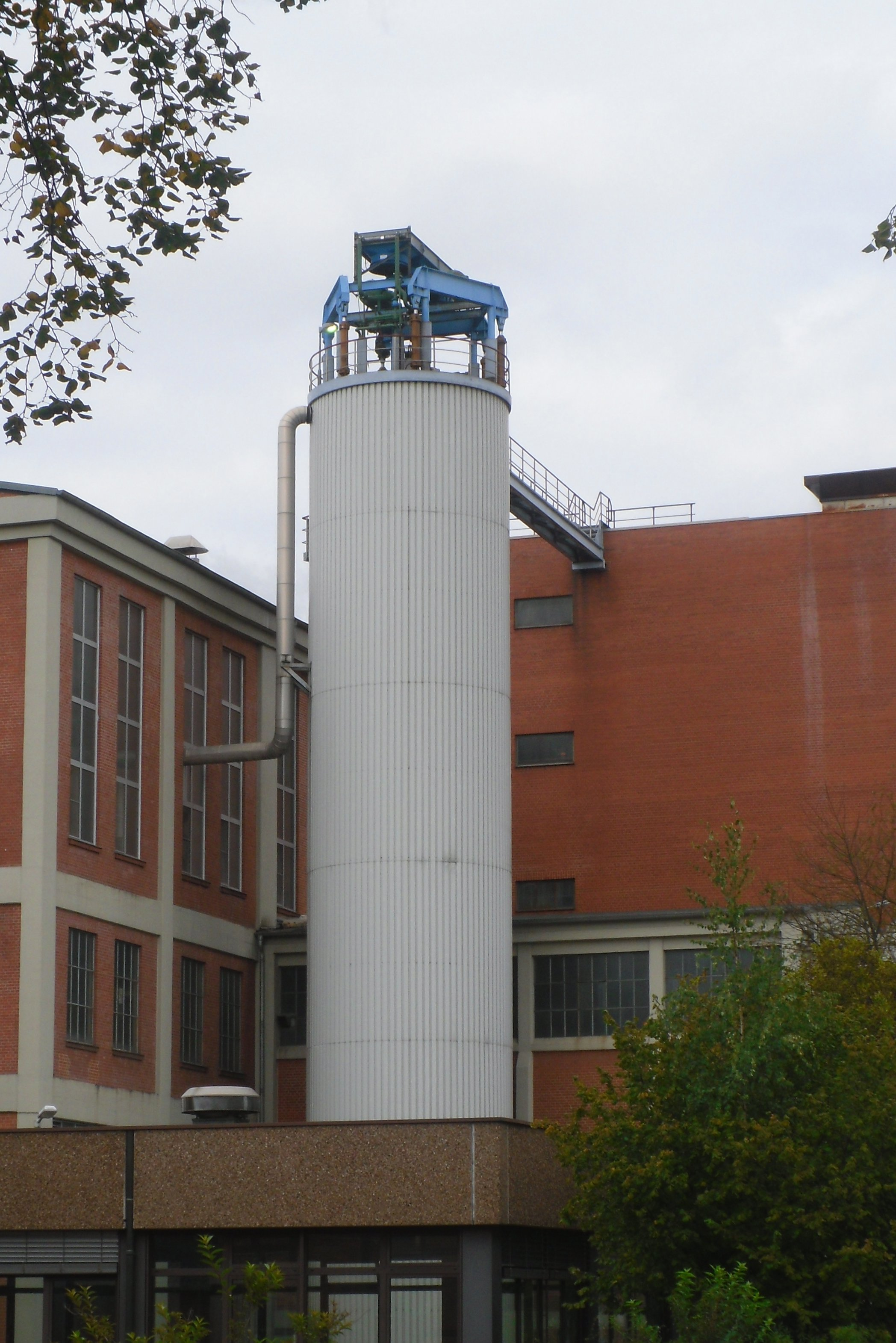
برج تبريد لتصنيع بلورات السكر في مصنع للسكر.

عملية التبلور يمكن أن تجري في محلول يحتوي على مادة مذابة. تتبلور المادة المذابة مثل السكر عندما يكون المحلول مركزا وتنخفض درجة الحرارة، فتتكون بلورات من السكر منتظمة السطوح. (من النادر ان تتكون بلورات مترسبة من غاز، أو ترسيب بطريقة ترسيب رقيقة دقيقة أو ما يسمى «إبيتاكسي» epitaxy).
درست عمليات التبلور دراسات مستفيضة بسبب اعتمادها على الظروف المحيطة من درجة الحرارة والضغط والتركيز حيث من الممكن أن يتبلور من محلول عدة أنظمة بلورية مختلفة وليس نظام واحد. فقد ينتج بلورة مفردة في أطوار مختلفة، ونسب مختلفة للعناصر المكونة، وشوائب، وعيوب في البنية البلورية.
وقد تتكون عديدة البلورات وتختلف حبيباتها فيما بينها في الحجم والنظام والاتجاه والطور. ويعتمد الشكل النهائي للمادة الصلبة على الظروف التي تكونت فيها من ضغط جوي ودرجة الحرارة وتركيز المحلول، وسرعة تغير كل تلك العوامل. إذ أن ترسب الذرات في أماكنها المضبوط يحتاج إلى وقت.

## البنية البلورية وتصنيفها

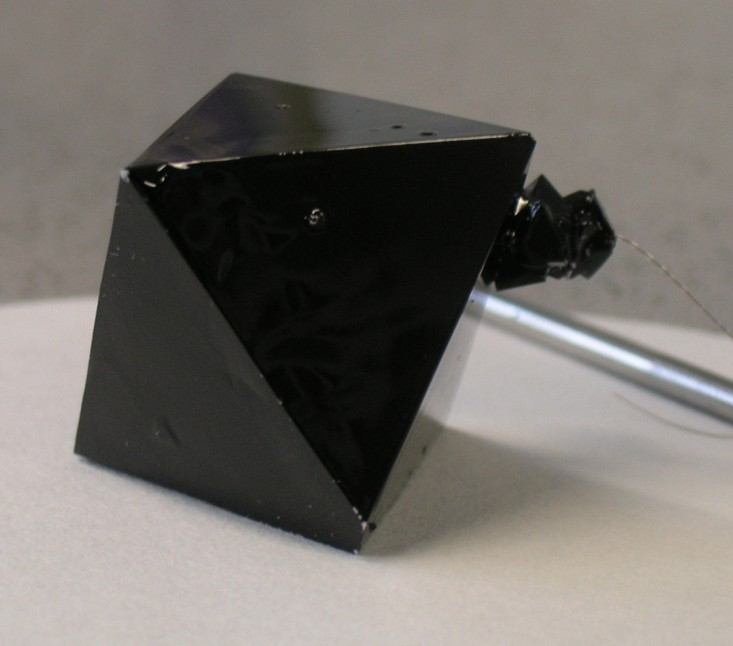
بلورة مفردة من الكرومالون Chromalaun KCr(SO_{4})_{2}·12H_{2}O ذات ثماني سطوح (طول الضلع 5و2 سنتيمتر).

يعبر عن المسافات بين الذرات في بلورة بمتجهات حيث قد تختلف تلك المسافات في الثلاثة أبعاد. بواسطة المتجهات يسهل علينا ازاحة البنية البلورية عبر المحور السيني أو المحور الصادي والمحور العيني بحيث تتتابع أماكن الذرات، وتصف اتجاهات الشبكة البلورية أو تصف أضلاع البلورة.
لهذا فتوصف البلورات بواسطة نظام احداثيات يناسبها.
وبالإضافة إلى طريقة الإزاحة لتكوين البنية البلورية فيمكن تصور تدوير البلورة حول محور معين بحيث أن يعود أمام عيننا سطحا مماثلا للسطح الذي كان امام عيننا. فمثلا إذا كانت البلورة مكعبة ومسكناها بالإبهم والسبابة من فوق إلى أسفل، وكان أمامنا أحد أسطح المكعب، فعدما ندير البلورة مقدار 90 درجة يأتي سطحا مماثلا أما عيننا، وعندما ندير البلور زاوية 90 درجة أخرى يأتي أمامنا السطح الثالث، ثم يأتي الرابع أمام عيننا بعد تدوير البلورة بزاوية 90 درجة اخري. بذلك نكون قد راينا الأربعة اسطح للبلور التي تشغل 360 درجة. مثل هذا المحور الذي أدرنا البلورة حوله زاوية 360° يسمى محور رباعي، حيث ظهر امامنا عند ادارتنا للبلورة أربعة اسطح لها متماثلة.
في أنظمة بلورية أخرى قد نجد لها محور ثنائي أو محور ثلاثي أو محور سداسي. إذا يمكن وصف البورة عن طريق محاور تدوير، ووعن طريق الإزاحة في الثلاثة أبعاد الفراغية، وكذلك يمكن وصفها بالانعكاس أو تناظر (فمثلا إذا كانت البلورة من نظام بلوري رباعي يكون لها ثلاثة مستويات للتناظر، المستوى الأول يمر بمنتصفها أفقيا، والمستوى الثاني يمر بوسطها رأسيا عموديا على الصفحة، ومستوي التناظر الثالث يمر بها رأسيا موازيا للصفحة. باعتبار أن مستوى التناظر «مرآة» فكل منهما يقسم البلورة إلى قسمين متناظرين عبر الثلاثة محاور: يمين-شمال، أمام-خلف، فوق-تحت.

## اقرأ أيضا
- تبلور
- علم المعادن
- نظام بلوري مكعب
- نظام بلوري أحادي الميل
- نظام بلوري سداسي
- بنية بلورية
- تبلور تجزيئي
- مؤشر اهليجي
- انتشار الضوء في الكريستال
- نظرية التراكم الكري المحدود